# Тяньши (компанія)
Корпорація «Тяньши» (Кит. спр.天狮, піньінь : Tiānshī — «Небесний лев»), «Tiens Group Co. Ltd» — транснаціональна компанія мережевого (багаторівневого) маркетингу, заснована в Китаї в 1995 році. Основною продукцією є БАДи та масажери. Виробничі підприємства компанії знаходяться на території промислового парку нових технологій міста Тяньцзінь. Реалізація товарів відбувається через систему мережевого маркетингу, а також через мережу супермаркетів " Banner Store " та дистриб'юторські мережі системи офіс-склад.
Компанія пройшла сертифікацію за вимогами до GMP у Китаї.
У 2012 компанія закрила свій останній супермаркет у Пекіні.

## Склад корпорації

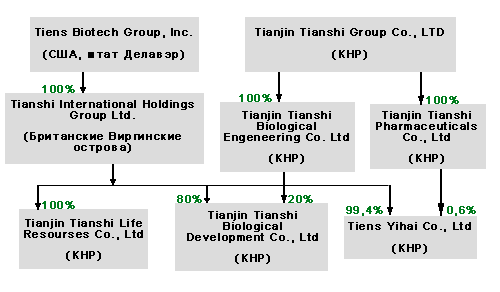
Схема розподілу часток володіння у основних компаніях Tiens Group.

За інформацією Shenzhen Daily (на 2005 рік) до складу групи компаній Тяньши (Tiens Group) входить 23 компанії у сфері біотехнологій та медицини, група володіє об'єктами нерухомості в материковій частині КНР. Також корпорація має 126 філій у 111 країнах світу.
Склад групи представлений компаніями: Tiens Biotech Group, Inc. (США, штат Делавер); Tianjin Tianshi Group Co., LTD (КНР); Tianshi International Holdings Group Ltd. (Британські Віргінські острови); Tianjin Tianshi Biological Engeneering Co. Ltd (КНР); Tianjin Tianshi Pharmaceuticals Co., Ltd (КНР); Tianjin Tianshi Life Resourses Co., Ltd (КНР); Tianjin Tianshi Biological Development Co., Ltd (КНР); Tiens Yihai Co., ТОВ (КНР). Схема розподілу власності компаніями усередині групи представлена на схемі.
Центральний офіс корпорації розташований в центрі Хендерсона в Пекіні. Основні виробничі площі розміром понад 0,26 км² розташовані у зоні впровадження нових технологій Уцін міста Тяньцзіня.
Також компанія встановила довгострокові партнерські відносини з такими великими компаніями, як L'Oreal, Pfizer Pharmaceuticals та Shiseido.

## Благодійність
Засновник і голова правління компанії Лі Цзиньюань, уродженець Цанчжоу провінції Хебей, є активним філантропом. Серед його благодійних пожертвувань: заснований Tiens Meijing International Charitable Foundation (Міжнародний Благодійний Фонд Тяньши) приблизно 100 мільйонів доларів. Лі також надав $ 100 млн на створення коледжу Тяньши в Китаї, приватної школи в Тяньцзіні, в якій в даний час навчається більше 3400 студентів.

## Критика
Незалежні дистриб'ютори корпорації «Тяньши» піддаються критиці  з наступних причин:
- Неточне інформування дистриб'юторами претендентів про майбутню діяльність. Зокрема, при подачі оголошень про працевлаштування не вказується справжній рід діяльності (зазвичай подаються оголошення на популярні вакансії, такі як «консультант на телефон», «оператор ПК» або просто «робота», «працевлаштування» без зазначення конкретної діяльності)[9].
- На співбесіді дистриб'ютори компанії замовчують про те, що претендентам належить зайнятися багаторівневим маркетингом, куди треба вкладати власні гроші. Також в оголошеннях та співбесіді не вказується справжня назва компанії. Відомі випадки опублікування оголошень про працевлаштування в інтернеті від імені інших компаній[10].
- В оголошеннях, на співбесіді та навчанні претендентів робиться акцент на те, що їм не доведеться займатися продажами, хоча фактично дохід співробітників формується лише з відсотків від суми товару, придбаного особисто дистриб'ютором або учасниками набраної ним структури.
- Ні на співбесіді, ні на перших днях навчання не повідомляється про те, що для вступу до компанії потрібно зробити внесок від 20 $ і зробити обов'язкову закупівлю товарів на суму від 100 $ до 400 $.[11]
- Співробітники компанії повинні не тільки шукати нових дистриб'юторів для своїх структур, а й самі постійно вживати (а, отже, і купувати) продукцію компанії[12].
- Здобувачам і дистриб'юторам постійно розповідаються історії лікування людей від усіляких захворювань шляхом прийому БАДів Тяньши, проте лікувальна (а не загальнозміцнююча) дія продукції компанії нічим, крім слів співробітників компанії, не доведена, до того ж БАДи не є ліками за визначенням.

У деяких публіцистичних статтях вказується на наявність у системі роботи компанії ознак «бізнес-секти», або комерційного культу: вербування учасників обманними методами під виглядом працевлаштування, введення в оману щодо властивостей та дії продукції та розміру майбутніх доходів, культ особистостей лідерів компанії тощо.
У критиці компанії також часто вказується завищеність цін на продукцію компанії, при тому, що вона має численні загальнодоступні недорогі аналоги, які можна придбати в аптеці. На думку деяких колишніх співробітників компанії, це пояснюється тим, що у вартість продукції компанії входить відсоткова винагорода всім вищим дистриб'юторам даної структури.

Представники компанії Тяньши кажуть, що компанія діє у Китаї з 1994 року і до сьогодні. Але в КНР з 1998 по 2005 рік прямі продажі були заборонені у зв'язку з появою безлічі кримінальних «пірамідних» схем, що діяли під виглядом компаній прямих продажів, в діяльність яких виявилося залучено багато мільйонів учасників, що вилилося в масові заворушення та соціальну напруженість.
З 1 листопада 2005 року у зв'язку із зобов'язаннями Китаю перед СОТ заборона була знята, проте на організацію прямих продажів були накладені жорсткі обмеження. Лише 14 із 200 компаній прямих продажів, що діяли в країні, змогли пройти ліцензування на здійснення такої діяльності, у тому числі чотири китайські та десять багатонаціональних компаній. Тяньши у цьому списку не значилася. Незважаючи на обмеження, що призвели до підвищення експлуатаційних витрат та зниження продажів, великі мережеві компанії вирішили продовжити діяльність на китайському ринку, виходячи з його високого потенціалу. До середини 2007 року ліцензії на здійснення прямих продажів мали вже 14 багатонаціональних та п'ять місцевих компаній. «Tiens Group Co. Ltd» у списку відсутня.